# Йован Андревський
Йован Андревський (14 січня 1942, Тур'є) — македонський військовий генерал, начальник Генерального штабу Армії Республіки Македонія з 2000 по 2001 рік.

## Біографія
Андревський народився в селі Тур'є, нині в муніципалітеті Дебрца, під час Другої світової війни. Початкову освіту здобув у сусідньому селі Врб'яні.
У 1962 році закінчив інженерну школу унтер-офіцерів. У 1967 році закінчив Військову академію Сухопутної армії Югославської Народної Армії. З того ж року був командиром взводу в гарнізоні в Охриді, де в 1972 році отримав звання командира взводу. У 1974 році був переведений до гарнізону в Струмиці, де прослужив до 1979 року, і отримав звання командира батальйону. У 1978 році закінчив Командно-штабну академію Сухопутної армії ЮНА. Андревський також закінчив Школу національної оборони. У 1978—1979 роках — начальник інженерного відділу 168-ї піхотної бригади 3-ї армії Сухопутної армії ЮНА. У 1979 році отримав звання майора і призначений заступником командира інженерного полку і переведений до гарнізону Скоп'є. З 1982 по 1983 рік — офіцер «Інженерного» органу командування 3-ї армії. З 1983 по 1988 рік — командир інженерного полку. У 1984 році був виготовлений у званні підполковника, а в 1989 році — у званні полковника. Потім його підвищили до начальника «інженерного» органу командування 3-ї армії, яку він обіймав до 1992 року.
Після проголошення незалежності Республіки Македонія та утворення Армії Республіки Македонія, з 1992 по 1993 рік Андревський був начальником інженерного управління Генерального штабу АРМ. Потім був призначений командиром 3-го корпусу Армії. У 1995 році присвоєно звання генерал-майора і переведено в гарнізон у Куманово. З 1996 року — командир 1 корпусу АРМ.
У 2000 році Андревський отримав звання генерал-лейтенанта. 11 лютого він був призначений начальником Генерального штабу Армії Республіки Македонія, змінивши генерала Трайче Крстевського. Андревський був четвертим начальником Генерального штабу АРМ і очолював армію під час бойових дій 2001 року. Перебував на посаді до 12 червня 2001 року, коли безповоротно пішов у відставку, і його змінив генерал Панде Петровський. Андревський був військовим радником у кабінеті президента Республіки Македонія Бориса Трайковського з 2001 по 2002 рік, коли він пішов у відставку.

## Військові звання
- Інженер-лейтенант (1967)
- Лейтенант (1970)
- Капітан (1972)
- Капітан 1-го класу (1975)
- Майор (1979) Підполковник (1984)
- Полковник (1989)
- Генерал-майор (1995)
- Генерал-лейтенант (2000)

## Нагороди
- Орден «За бойові заслуги» зі срібними мечами  (1975)
- Орден Народної Армії зі Срібною зіркою  (1975)
- Орден «За бойові заслуги» із золотими мечами (1980)
- Орден Праці зі срібним вінком  (1984)
- Орден Народної Армії із Золотою Зіркою  (1989)

## Зовнішні посилання
- Генерал-лейтенант Йован Андревський [Архівовано 15 січня 2022 у Wayback Machine.] на сайті Армії Республіки Північна Македонія. Архивирано 15 січня 2022 року.